# Myscelus
Myscelus este un gen de fluturi din familia Hesperiidae. 

## Specii
- Myscelus amystis (Hewitson, 1867)
- Myscelus assaricus (Cramer, [1779])
- Myscelus belti Godman & Salvin, 1879
- Myscelus draudti Riley, 1926
- Myscelus epimachia Herrich-Schäffer, 1869
- Myscelus nobilis (Cramer, [1777])
- Myscelus pardalina (C. & R. Felder, [1867])
- Myscelus pegasus Mabille, 1903
- Myscelus perissodora Dyar, 1914
- Myscelus phoronis (Hewitson, 1867)
- Myscelus santhilarius (Latreille, [1824])[1]